# 何爾鈞
何爾鈞（？—？），福建省福州府閩縣人，清朝政治人物、進士出身。
光緒十五年（1889年），参加光緒己丑科殿試，登進士二甲26名。同年五月，改翰林院庶吉士。